# Une souris verte
"Une souris verte" ("Зелени миш"), је чувена дјечија пјесма на француском језику, необичног текста и позната још од осамнаестог вијека.

### Текст
Une souris verte
Qui courait dans l'herbe
Je l'attrape par la queue,
Je la montre à ces messieurs
Ces messieurs me disent:
Trempez-la dans l'huile,
Trempez-la dans l'eau,
Ça fera un escargot, tout chaud.
Je la mets dans un tiroir
Elle me dit qu'il fait trop noir.
Je la mets dans mon chapeau,
Elle me dit qu'il fait trop chaud.

### Превод на српски
Један зелени миш,
трчао је кроз траву.
Ухватио(ла) сам га за реп,
показао(ла) га овој господи.
Господа су ми рекли:
Умочи га у уље,
умочи га у воду,
биће то пуж, баш врућ.
Ставио(ла) сам га у своју фиоку,
каже да је много мрачно.
Ставио сам га у своју капу,
каже да је много вруће.